# Oncopsis vartyi
Oncopsis vartyi är en insektsart som beskrevs av Hamilton 1983. Oncopsis vartyi ingår i släktet Oncopsis och familjen dvärgstritar. Inga underarter finns listade i Catalogue of Life.